# DET-250
Der DET-250 (russisch ДЭТ-250) ist ein sowjetischer und später russischer Kettentraktor, der im Tscheljabinski Traktorny Sawod (dt. Tscheljabinsker Traktorenwerk, kurz ЧТЗ, transkribiert TschTS) ab 1956 projektiert wurde und seit 1961 in Serie gefertigt wird. Auch heute noch (Stand 2016) werden Maschinen dieses Typs produziert. Der häufig als Planierraupe genutzte Traktor war 1956 das erste Fahrzeug seiner Art mit dieselelektrischem Antrieb weltweit.

## Fahrzeuggeschichte

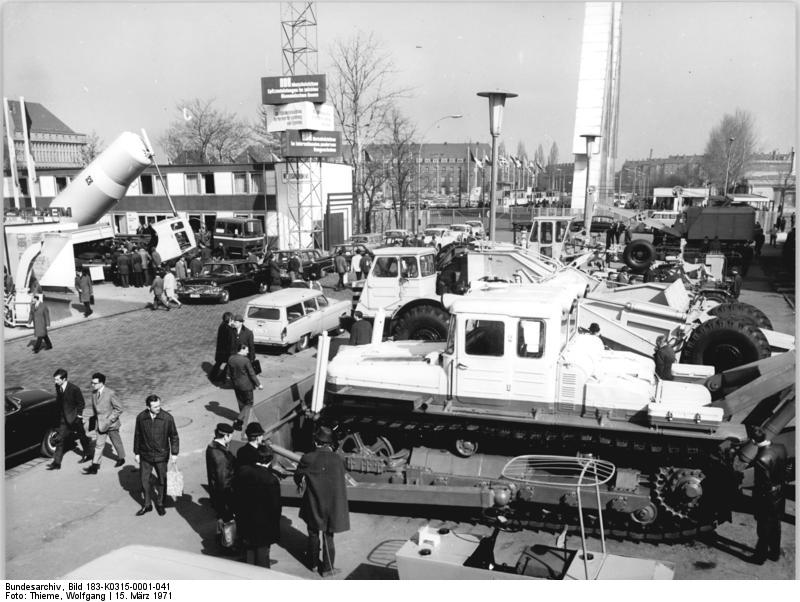
Eine DET-250-Planierraupe auf der Leipziger Messe (1971)

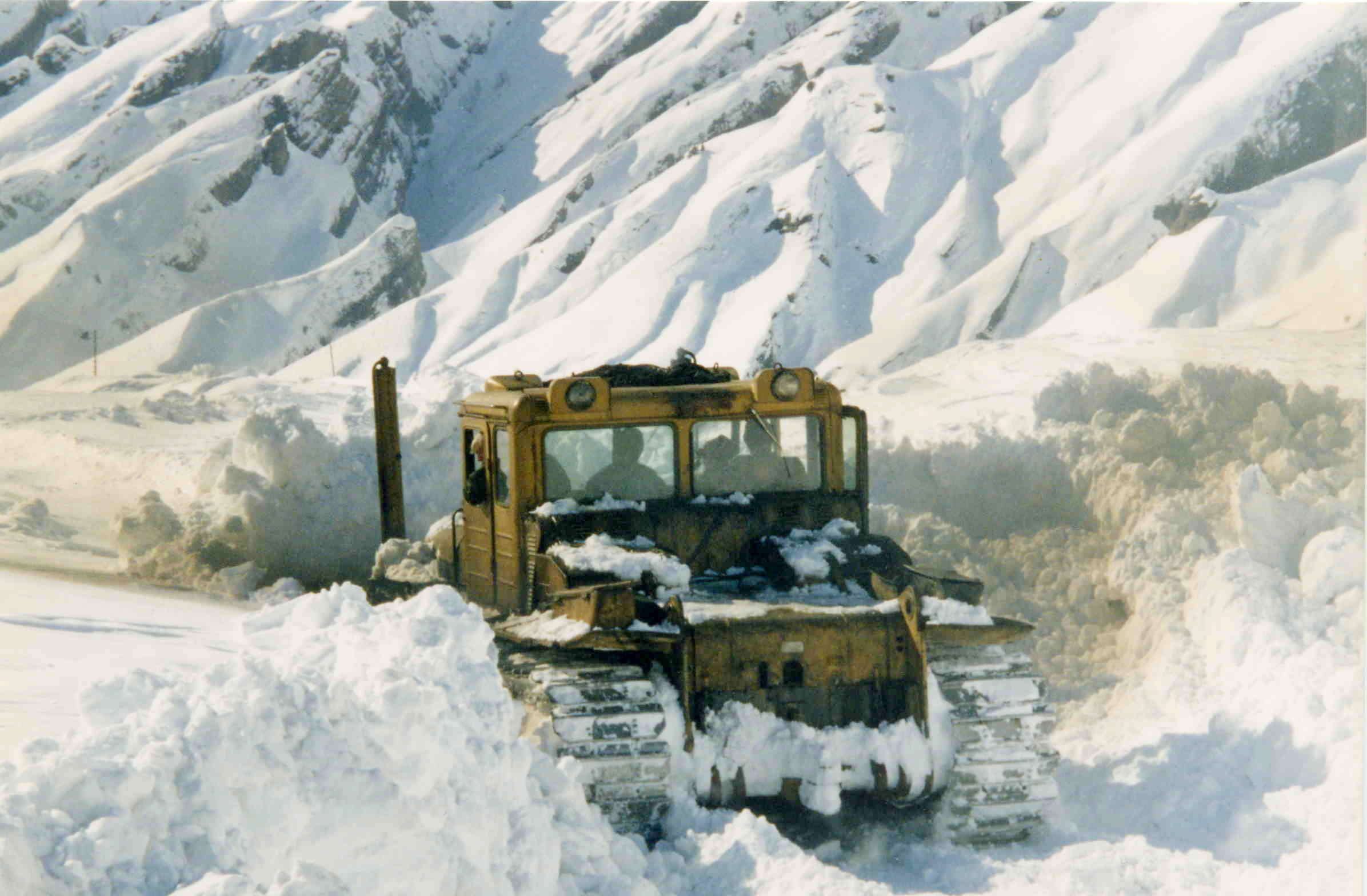
DET-250 bei der Schneeberäumung in Tadschikistan (1998)

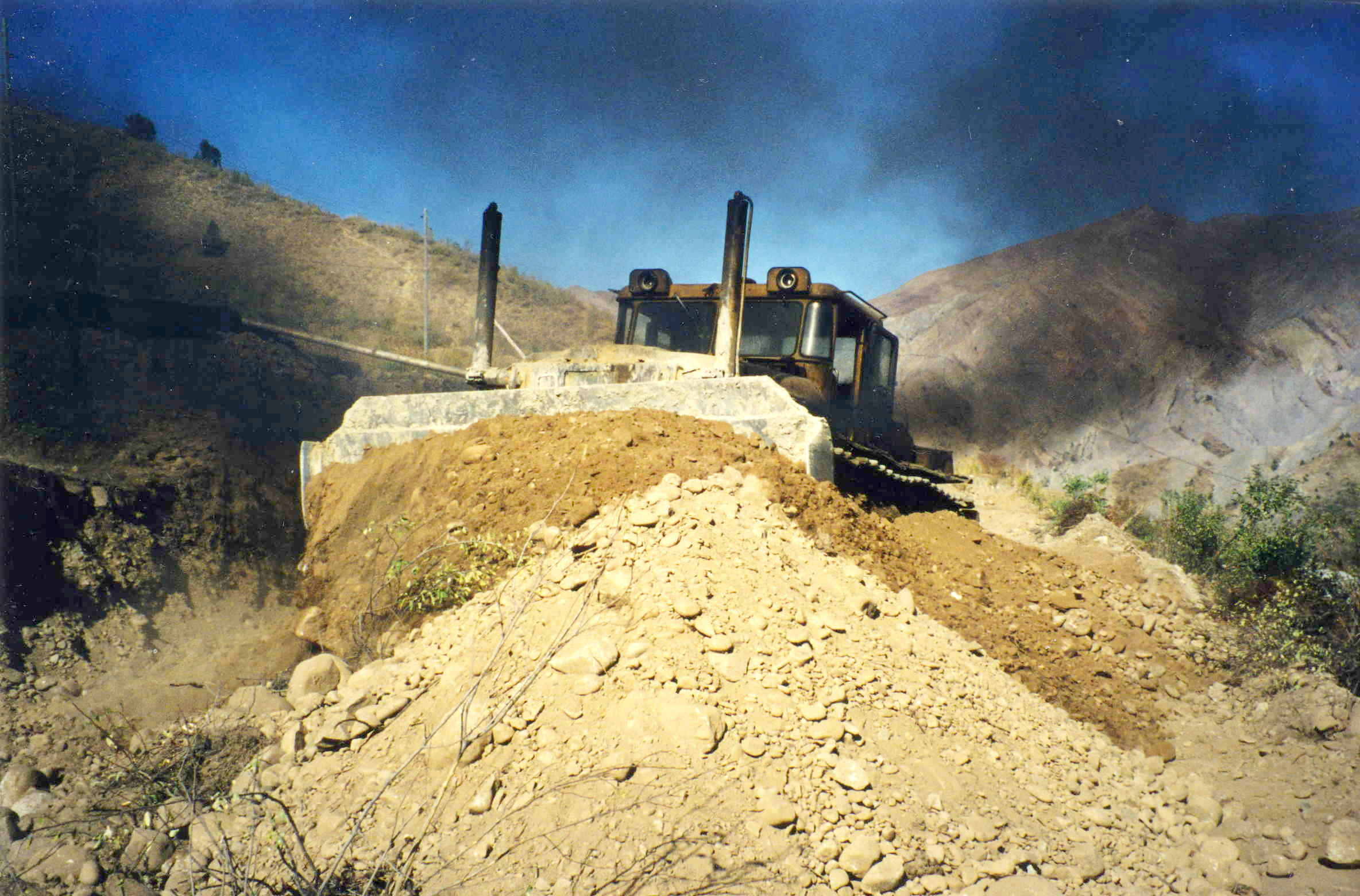
DET-250 beim Bau einer Schotterstraße in Tadschikistan (2007)

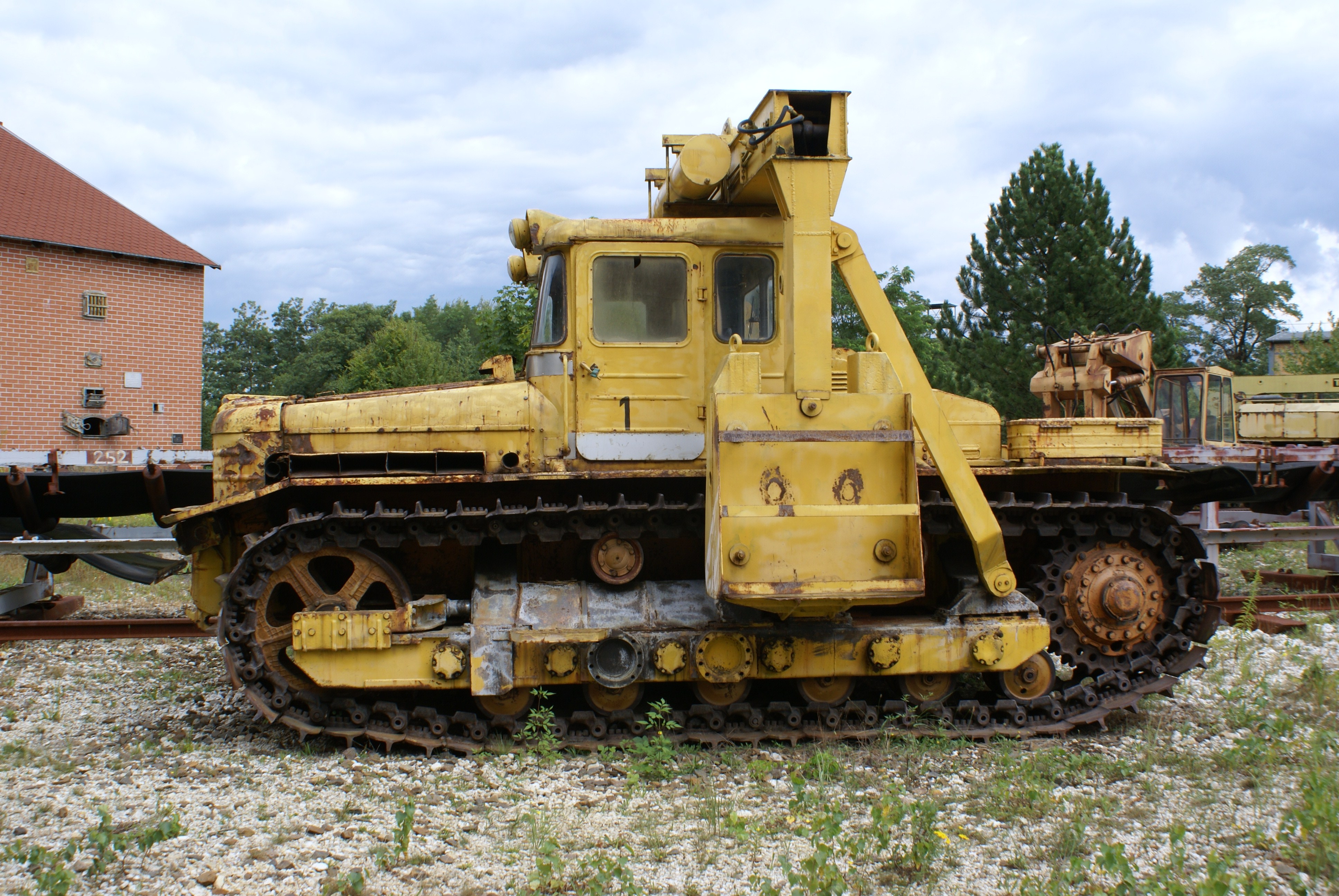
DET-250 als Gleisrückmaschine im Außengelände des Bergbaumuseums Energiefabrik Knappenrode (2012)

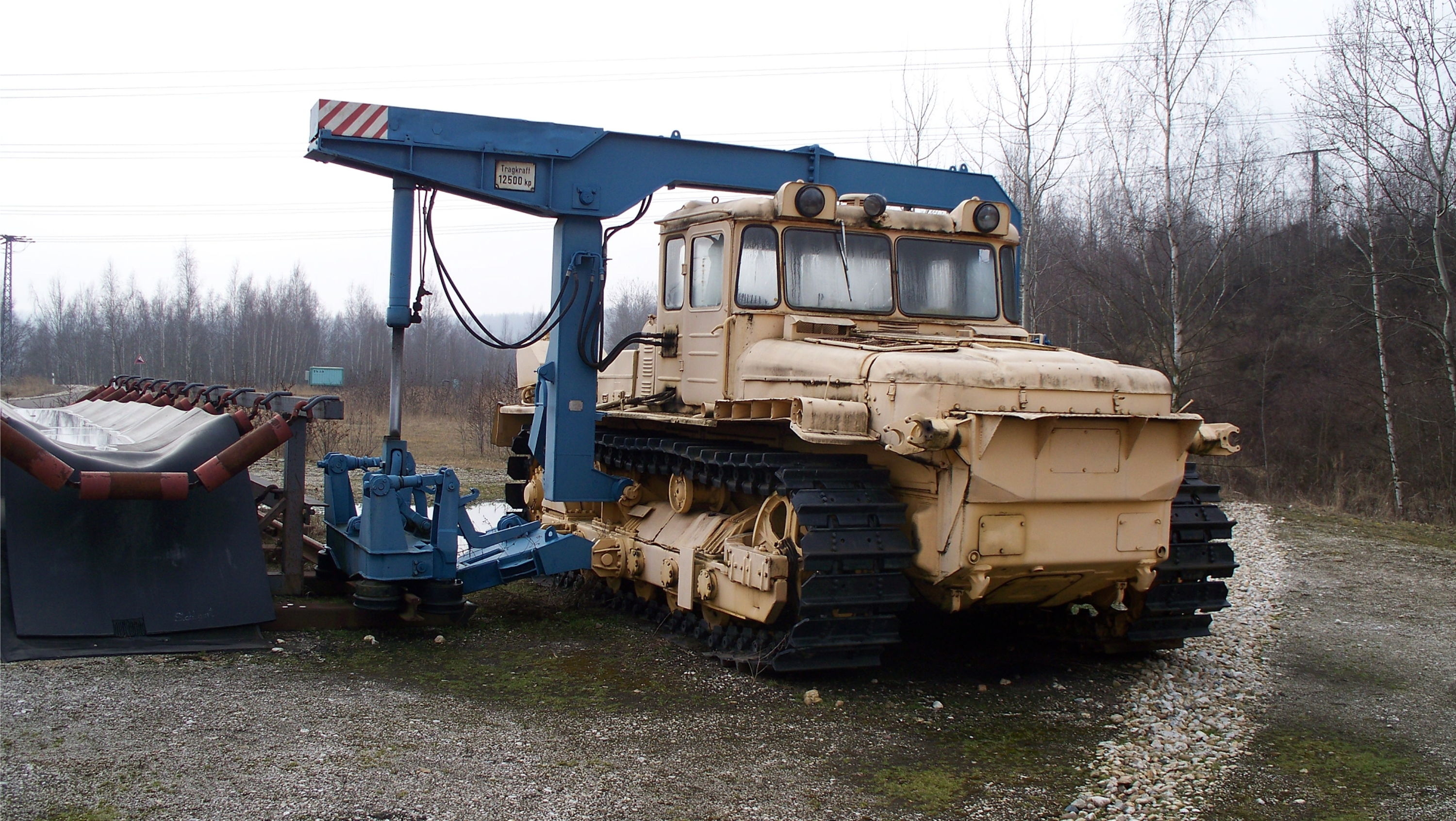
Ein DET-250 als Bandumsetzer für den Tagebaubetrieb, auch als Gleisrücker geeignet (2009)

Der erste vollständige Prototyp eines DET-250 wurde am 30. April 1956 fertig montiert und auf der Parade zum 1. Mai feierlich in Tscheljabinsk der Öffentlichkeit präsentiert. Zum damaligen Zeitpunkt war das Fahrzeug das erste seiner Art mit einem dieselelektrischen Antrieb. Der verbaute Dieselmotor, eine gedrosselte Modifikation des Panzermotors W-2, treibt einen Generator an. Dieser wandelt die mechanische in elektrische Energie, die via Kabel und Regler an einen Elektromotor übertragen wird. Dieses Vorgehen bietet den Vorteil, dass ein hochbelastetes mechanisches Schaltgetriebe entfällt, ebenso die Kupplung. Zudem war das Fahrzeug mit einer Arbeitsgeschwindigkeit von bis zu 15 km/h mit Schiebeschild eine der schnellsten Planierraupen ihrer Zeit.
Die Serienfertigung der vom Hersteller selbst als Traktor bezeichneten Maschinen begann 1961 und wurde bis heute fortgesetzt. Im Jahr 1969 erschien mit dem DET-250M eine leicht überarbeitete Version, die bis 1989 gebaut wurde. Seit 1989 fertigt der Hersteller den DET-250M2, der ebenfalls leicht überarbeitet wurde. Das grundlegende Prinzip der Maschine, deren Abmessungen und auch ihr Äußeres blieben immer gleich.
Entgegen verschiedenen Verlautbarungen, die Produktion sei 2013 eingestellt worden, wurden noch 2016 Maschinen des Typs vom Hersteller ausgeliefert. Auch wird das Fahrzeug noch angeboten. Damit befindet sich die nunmehr vor 60 Jahren konstruierte Maschine seit mehr als einem halben Jahrhundert mit nur geringen Änderungen ununterbrochen in Serienfertigung.
Das Fahrzeug erreicht in der heutigen Ausführung eine Zugkraft von 377 Kilonewton bei niedrigster Geschwindigkeit.
Einige DET-250 kamen auch in die Deutsche Demokratische Republik und wurden dort insbesondere in den Braunkohletagebauen für verschiedene Spezialaufgaben eingesetzt.

## Technische Daten
Die nachfolgenden Daten beziehen sich auf das Modell DET-250M2, wie es der Hersteller Ende 2016 anbot. Sie verstehen sich, soweit nicht anders angegeben, für die Version als reine Zugmaschine ohne Planierschild oder Aufreißer.
- Antriebsart: dieselelektrisch

### Dieselmotor
- Verbrennungsmotor: Zwölfzylinder-Dieselmotor
- Motortyp: W-31M4
- Leistung: 323 PS (237 kW) bei 1400 min−1
- Hubraum: 38,88 l
- Bohrung: 150 mm
- Hub linke Motorseite: 180 mm
- Hub rechte Motorseite: 186,7 mm

### Elektrischer Antrieb
- Typ Generator: GI-160-6
- Leistung: 220 kW
- Spannung: 310 V
- Strom: 710 A
- Nenndrehzahl: 2120 min−1
- maximale Drehzahl: 2550 min−1
- Typ Elektromotor: EDP-196
- Leistung: 196 kW
- Spannung: 300 V
- Strom: 710A
- Nenndrehzahl: 420 min−1
- maximale Drehzahl: 2250 min−1
- Arbeitsgeschwindigkeit: 1,2–15,2 km/h
- Zugkraft: 377 kN

### Füllmengen
- Tankinhalt: 700 l
- Motoröl: 85 l
- Kühlsystem: 100 l
- Hinterachse (Öl): 80 l
- Hydrauliköl: 185 l

### Abmessungen und Gewichte
- Länge: 6620 mm
- Höhe: 3180 mm
- Breite: 3180 mm
- Spurweite: 2450 mm
- Radstand zwischen den Kettenrädern: 3218 mm
- Gewicht, einsatzbereit: 32.300 kg
- Gewicht als Planierraupe: 41.500 kg
- Abmessungen Planierschild (B × H): 4250 × 1850 mm
- Gewicht Planierschild: 5000 kg
- maximal zu bewegendes Volumen: 10,5 m³
- maximale Hubhöhe des Schildes: 1430 mm
- Gewicht des Aufreißers: 3500 kg
- spezifischer Bodendruck: 0,98 kg/cm²